# Objection Overruled
Objection Overruled deveti je studijski album njemačkog heavy metal sastava Accept. Diskografska kuća RCA Records objavila ga je 1. veljače 1993. godine. Prvi je album skupine od albuma Russian Roulette na kojem pjeva Udo Dirkschneider.
Do 2017. godine grupa je na koncertima svirao samo pjesme "Bulletproof" i "Amamos la Vida", a od turneje 2017. – 2018. također svira i druge pjesme s albuma.

## Popis pjesama
Tekstovi i glazba: Accept i Deaffy. 
| 1.    | »Objection Overruled«       | 3:39 |
| 2.    | »I Don't Wanna Be like You« | 4:18 |
| 3.    | »Protectors of Terror«      | 4:03 |
| 4.    | »Slaves to Metal«           | 4:37 |
| 5.    | »All or Nothing«            | 4:31 |
| 6.    | »Bulletproof«               | 5:05 |
| 7.    | »Amamos la Vida«            | 4:39 |
| 8.    | »Sick, Dirty and Mean«      | 4:33 |
| 9.    | »Donation«                  | 4:48 |
| 10.   | »Just by My Own«            | 3:29 |
| 11.   | »This One's for You«        | 4:10 |
| 47:52 |                             |      |

| Bonus pjesma na japonskom izdanju | Bonus pjesma na japonskom izdanju | Bonus pjesma na japonskom izdanju | Bonus pjesma na japonskom izdanju | Bonus pjesma na japonskom izdanju | Bonus pjesma na japonskom izdanju | Bonus pjesma na japonskom izdanju | Bonus pjesma na japonskom izdanju | Bonus pjesma na japonskom izdanju | Bonus pjesma na japonskom izdanju |
| Br.                               | Skladba                           | Trajanje                          |                                   |                                   |                                   |                                   |                                   |                                   |                                   |
| --------------------------------- | --------------------------------- | --------------------------------- | --------------------------------- | --------------------------------- | --------------------------------- | --------------------------------- | --------------------------------- | --------------------------------- | --------------------------------- |
| 1.                                | »Rich & Famous«                   | 3:10                              |                                   |                                   |                                   |                                   |                                   |                                   |                                   |
| 51:02                             |                                   |                                   |                                   |                                   |                                   |                                   |                                   |                                   |                                   |

## Zasluge
Accept
- Udo Dirkschneider – vokali
- Wolf Hoffmann – gitara, naslovnica albuma, fotografije
- Peter Baltes – bas-gitara, model naslovnice
- Stefan Kaufmann – bubnjevi

Dodatni glazbenici
- Frank Knight – dodatni vokali
- Deaffy – tekstovi, glazba

Ostalo osoblje
- Stefan Böhle – dizajn
- Uli Baronowsky – inženjer zvuka

## Vanjske poveznice
- Objection Overruled na Discogsu